# 241 ق م
241 ق م أو 241 قبل الميلاد هي سنة من العقد 24 ق م في التقويم اليولياني البروليبتي (التقويم الميلادي). تسبقها سنة 242 ق م وتليها سنة 240 ق م.

## أحداث
في نهاية فترة الربيع والخريف وجزء من عصر الممالك الست المتحاربة، تم تأسيس ائتلاف من خمس ممالك هي (تشاو، تشو، هان، وي، تشي) وكان هدفه هو اسقاط مملكة تشين وانهاها من الوجود، لكنه فشل في تحقيق هدفه.

## مواليد
- أنطيوخوس الثالث

## وفيات
- يومينس الأول
- أجيس الرابع

## كتب
- Yves Denis Papin (1998). Chronologie de l'histoire ancienne. Lieu de publication non identifié: Éditions Jean-paul Gisserot. ISBN:2-87747-346-5. OCLC:40746926. مؤرشف من الأصل في 2022-03-16.
- أحمد محمد عوف (2000)، موسوعة حضارة العالم، QID:Q12246226

## وصلات خارجية
- صفحة السنة على موقع onthisday.com
- سنة 241 ق م على موقع المكتبة الوطنية الفرنسية